# Tanaecia manata
Tanaecia manata är en fjärilsart som beskrevs av Corbet 1941. Tanaecia manata ingår i släktet Tanaecia och familjen praktfjärilar. Inga underarter finns listade i Catalogue of Life.